# 杜马尔库恩达
杜马尔库恩达（Dumarkunda），是印度贾坎德邦Dhanbad县的一个城镇。总人口10980（2001年）。

## 人口
该地2001年总人口10980人，其中男性5823人，女性5157人；0—6岁人口1636人，其中男841人，女795人；识字率51.88%，其中男性为63.28%，女性为39.00%。